# 83D/Рассела
Комета Рассела 1 (83P/Russell) — короткопериодическая комета из семейства Юпитера, которая была открыта 16 июня 1979 года австралийским астрономом Кеннетом Расселом на фотопластинке, полученной со 122-см телескопа в обсерватории Сайдинг-Спринг. Он описал её как слегка диффузный объект 18,0 m видимой звёздной величины с конденсацией в центре и небольшим хвостом. Чуть позже 24 июня факт обнаружения кометы был подтверждён наблюдениями другого астронома этой же обсерватории. Последний раз комета наблюдалась 14 августа. Обладает довольно коротким периодом обращения вокруг Солнца — чуть более 6,1 года.

Орбита кометы Рассела и её положение в Солнечной системе

## История наблюдений
Первый вариант орбиты кометы был рассчитан и опубликован M. P. Candy 3 июля. Это была эллиптическая орбита, указывающая на дату перигелия 30 мая и период обращения 7,13 года. Спустя месяц 6 августа Daniel W. E. Green опубликовал уточнённую орбиту, согласно которой датой перигелия было 27 мая, а период составлял 6,13 года.
Впервые повторно обнаружить комету после её открытия удалось 9 апреля 1985 году американскому астроному Дж. Гибсону с помощью 1,5-метрового телескопа Паломарской обсерватории. Он оценил яркость её ядра как 19,5 m и отметил слабую кому 8-10' секунд дуги в поперечнике, с возможным хвостом, простирающимся около 20 ' секунд дуги. Из-за слабости кометы наблюдать за ней удалось лишь до 17 июня.
Согласно результатам расчётов в августе 1988 года комета испытала тесное сближение с Юпитером, в результате чего её перигелий должен был увеличиться с 1,61 до 2,18 а. е. Учитывая слабость этой кометы, были высказаны предположения, что она может быть потеряна в результате этого изменения орбиты. Японский астроном С. Накано использовал 20 позиций, полученных между 1979 и 1985 годами, предсказал, что комета пройдёт перигелий 4 января 1991 года, но из-за неблагоприятных условий наблюдения и слабости кометы, обнаружить её в этот раз не удалось. Комета также  была упущена и в 1998 году, когда её ожидаемая максимальная величина достигала лишь 22 m. Ко времени следующего возвращения в 2006 году условия для наблюдения кометы были настолько удачны, насколько это вообще возможно для данной кометы, так как комета достигала минимального расстояния до Земли примерно в то же время, когда была ближе всего к Солнцу, а её звёздная величина должна была достигать 19 m. Но и в этот раз обнаружить кометы не удалось. С этого момента комета Рассела официально считается потерянной.